# Viciria equestris
Viciria equestris là một loài nhện trong họ Salticidae.
Loài này thuộc chi Viciria. Viciria equestris được Eugène Simon miêu tả năm 1903.